# Європейський збірник приписів сумісності
Європейський збірник приписів сумісності (англ. European Interoperability Framework, також EIF) — набір рекомендацій, в якому надано перелік технологій (XML, WSDL, HTML, ODF, Java та ін.), що забезпечують сумісність інформаційно-аналітичних систем для взаємодії державних органів, бізнесу та громадян між собою.
Відповідно до цього документу основною умовою реалізації відкритості
стандарту (технологічної специфікації) вважається безкоштовне надання користувачу
авторських прав.
Термін «Європейський збірник приписів сумісності» запропонований у статті Олександра Карпенка.